# Château de Meyenburg
Le château de Meyenburg (Schloss Meyenburg) est un château situé à Meyenburg dans le Brandebourg (Allemagne). C'était la demeure seigneuriale de la famille von Rohr. C'est aujourd'hui un musée de la mode.

## Histoire
Le château de Meyenburg a été la propriété de la famille von Rohr du XIVe siècle à 1914. Il y avait auparavant un château fort construit au début du XIIIe siècle par les évêques de la Havel, légèrement plus au nord, devenu ensuite propriété de la puissante famille Gans von Putlitz.
La famille von Rohr (qui était au départ originaire de Bavière) a étendu au cours de siècles ses domaines immenses dans la région de Prignitz. Meyenburg a plus l'allure d'un manoir que d'un château d'agrément. Il se présente sous la forme d'un édifice en grès en deux corps de bâtiments en forme de L avec un étage supérieur. Le château actuel a été bâti au XVe siècle (avec quelques éléments de l'ancien château du Moyen Âge) et a été agrandi au XVIe siècle.
Le château est réamanégé sur commande d'Otto von Rohr (1810-1892) par Friedrich Adler en 1865-1866 avec des éléments néorenaissance typiques de la Renaissance nordique, ce qui lui donne un air résolumment poétique. Le dernier propriétaire de la famille, Wichard von Rohr, meurt en 1914 et sa fille unique, la comtesse von Harrach, vend le château. Il est modernisé et électrifié en 1918 par ses nouveaux propriétaires.
Le château devient une école de sport de la SA en 1934, puis abrite de 1936 à 1945 la section locale du Reichsarbeitsdienst. Du temps de la république démocratique allemande, il sert encore d'école avec internat.
Le château a été entièrement restauré entre 1996 et 2002 pour retrouver son apparence de 1866. Le parc, restauré en 1997, descend jusqu'à la Stepenitz. Aujourd'hui, le château est un musée avec une partie abritant un musée de la mode (de 1900 à 1970), une autre le musée du château et enfin une bibliothèque.

## Sources
- (de) Cet article est partiellement ou en totalité issu de l’article de Wikipédia en allemand intitulé « Schloss Meyenburg » (voir la liste des auteurs).